# 20-а общостроителна дивизия
20-а общостроителна дивизия е бившо съединение на Строителни войски.

## История
Създадена е като 20-а общостроителна бригада със заповед № 078 от 1961 г. на началника на Трудовата повинност (ТП) на основание на постановление № 217 от 1 окт. 1961 г. на ЦК на БКП и Министерския съвет на НРБ за участието ѝ в изграждането на комбината „Кремиковци“. Получава условно наименование под. 1110 и е дислоцирано в село Ботунец. Състои се от 3 строителни батальона, 1 монтажен батальон, 1 автомашинен батальон и 1 батальон за услуга с работна ръка. От 1972 г. е дивизия. През 1978 г. получава нов военнопощенски номер 62640. Дивизията престава да съществува през август 2000 г., когато Строителни войски са преобразувани в Държавно предприятие „Строителство и възстановяване“.

## Наименования
- 20-а общостроителна бригада (под. 1110) (1961 – 1972)
- 20-а общостроителна дивизия (под. 1110 до 1978,62640 от 1978) (1972 – 1985)
- 20-а строителна механизирана дивизия (1985 – 1998)
- 20-а строителна механизирана бригада (1998-август 2000)

## Командири
- Полковник Хернани Димитров
- Генерал-майор Ангел Нягин[2]
- Генерал-майор Петър Кибаров
- Полковник Ангел Бояджиев
- Полковник Иван Иванов до 22 юли 1998[3]
- Полковник Ненчо Геренски